# Lauren Burns
Lauren Chantel Burns (Melbourne, 8 de junho de 1974) é uma taekwondista australiana campeã olímpica.
Lauren Burns competiu nos Jogos Olímpicos de 2000, na qual conquistou a medalha de ouro.